# Cityringen
Cityringen er fjerde etape af Københavns Metro. Metrolinje M3 kører på Cityringen. M3 deler noget af Cityringens strækning og stationer med metrolinje M4. Anlægsloven blev vedtaget den 1. juni 2007, på baggrund af en aftale mellem regeringen, Københavns Kommune og Frederiksberg Kommune fra december 2005 samt et politisk forlig mellem Venstre, Det Konservative Folkeparti, Dansk Folkeparti, De Radikale, Socialdemokraterne, som senere er blevet tiltrådt af SF. Anlægsarbejdet blev påbegyndt i 2009. Dronning Margrethe II indviede søndag den 29. september 2019 Cityringen, og linjen kunne samme dag benyttes af offentligheden.
Cityringen forbinder bl.a. Københavns Hovedbanegård og Rådhuspladsen og forbindes med den nuværende metro på Kongens Nytorv Station og Frederiksberg Station.
Hele cityringen er etableret i tunnel, i modsætning til etape 1 og 2 som også har overjordiske strækninger, og etape 3 som består af både tunnel, overgrundsbane og bane i terrænniveau. Sammenlignet med de oprindelige stationer, er der flere elevatorer på Cityringen.
Cityringen er 15,5 kilometer lang underjordisk tunnelbane, som forbinder København H, Indre By, Østerbro, Nørrebro, Vesterbro og Frederiksberg. Metrolinje har 17 underjordiske stationer, der er placeret i ned til 35 meters dybde. Den samlede pris for Metrocityringen er 21,3 milliarder kroner. Metroselskabet hævder, at anlæggelsen af Cityringen er det største anlægsprojekt i Hovedstaden, siden Christian 4. anlagde Christianshavn i 1600-tallet.

## Forhistorie og beslutningsproces
Tekst mangler, hjælp os med at skrive teksten

## Bygningen af Cityringen
Opgaven med bygningen af Cityringen blev efter licitation tildelt konsortiet Copenhagen Metro Team I/S (CMT), bestående af Salini Costruttori, Maire Tecnimont og Società Esecuzione Lavori Idraulici (S.E.L.I.). Konsortiet benytter en række underleverandører.

### Tunnelboremaskiner
Til at bore Cityringens tunneller er der bygget fire tunnelboremaskiner. De hedder Nora, Eva, Minerva og Tria, og er opkaldt efter de københavnske telefoncentraler på hhv. Nørrebro, Vesterbro, Indre By og Østerbro. Filosofien bag navngivningen er at Cityringen vil forbinde Københavns brokvarterer med Indre By og Frederiksberg, ligesom telefoncentralerne gjorde fra 1930'erne til 1970'erne.
Nora og Tria startede fra Nørrebroparken, mens Eva og Minerva startede fra Otto Busses Vej.
Den 20. februar 2017 var alle tunneler færdigborede og de fire boredamer kunne, efter en ceremoni på Københavns Hovedbanegård, løftes op på overfladen.

### Arbejdsmiljøproblemer
Byggeriet har været plaget af arbejdsmiljøproblemer, arbejdsulykker, social dumping og knægtelse af foreningsfriheden har været omtalt. CMT's arbejdspladsvurdering fra 2012 viste problemer med vold, trusler, mobning og sexchikane fra cheferne i firmaet. I 2013 fik underentreprenøren Cinterex opmærksomhed på grund af systematisk underbetaling. I december 2013 gik Cinterex konkurs, efter at Metroselskabet og hovedentreprenøren Copenhagen Metro Team (CMT) i begyndelsen af december opsagde samarbejdet, da Cinterex ikke kunne påvise tilstrækkelig dokumentation for at have fulgt overenskomstens regler for blandt andet løn for overarbejde samt arbejdstider generelt.
I marts 2014 kom det frem at 45 ansatte hos underentreprenøren Kormal manglede at få udbetalt løn, pension og feriepenge.
Den 11. juli 2014 førte en eksplosion i elinstallationerne på en boremaskine i borerøret ved Nuuks Plads til en brand, hvor to personer kom til skade. Der har været 569 ulykker; 25% flere end målet på højst 16 ulykker pr. million arbejdstimer. Arbejdstilsynet har givet over 1.300 påbud. Vibenshus Runddel og Nuuks Plads har fået flest påbud. Dialog har forbedret arbejdsforholdene. I 2016 indgik CMT og 3F en ny aftale om lønforbedringer for ca. 1.300 metroarbejdere  Aftalen betød samtidig, at der blev valgt tillidsrepræsentanter og arbejdsmiljørepresæntanter på alle Cityringens byggepladser. I 2019 modtog CMT den internationale arbejdsmiljøpris RoSPA for arbejdet for at forbedre arbejdsforhold og arbejdsmiljøet på Cityringen-projektet  Det lykkedes blandt andet at reducere ulykkesfrekvensen med 80 procent. 

### Støj
Adskillige naboer har fået udbetalt kompensation for støjgener og en del er blevet genhuset. Byggeriet har desuden haft problemer med at nøjes med at støje i de tilladte tidsrum.

### Forsinkelse og fordyrelse
Metrocityringen skulle efter en tidlig plan være klar i december 2018, men i august 2014 blev indvielsen udskudt til juli 2019. I foråret 2019 blev indvielsen yderligere udskudt til slutningen af september 2019. Den samlede pris for Metrocityringen er nu på 22,3 milliarder kroner mod en hidtil forventet anlægspris på 21,3 milliarder kroner. Merprisen på en milliard kroner består af 700 millioner kroner, der skal finansiere den forlængede byggeperiode, og 300 millioner kroner til naboerstatninger. Samtidig får Metroselskabet et tab på 200 millioner kroner som følge af tabte passagerindtægter og øgede renteudgifter.

## Materiel
Tekst mangler, hjælp os med at skrive teksten

## Passagertal
I 2010 vurderede Transportministeriet at Cityringen ville have et passagertal på hverdage på 235.000. Men efter knap fire års drift, er det daglige passagertal i 2023 kun på ca. 150.000. Metroselskabet selv mener, at det skyldes coronakrisen, der ramte landet et halvt år efter ringens åbning. Flere eksperter mener derimod, at linjeføringen simpelthen ikke tilbyder tilstrækkelig med gevinst for beboerne, der derfor går eller cykler i stedet.

## Linjer
Cityringen betjenes af linje M3 og siden 2020 også af M4. M3 kører hele vejen rundt, mens M4 indtil sommeren 2024 kun vil køre København H – Østerport – Orientkaj. Hereftert vil linje M4 forlænges af nye Sydhavnsmetroen mod Sydhavnen / Valby.
Cityringen, samt Nordhavns- og Sydhavnsmetroen (M3 og M4) bruger ikke samme tog som M1 og M2, da teknikken er forskellig.

## Stationer
- København H (omstigning til S-tog og DSBs øvrige tog)
- Rådhuspladsen (hvor HT-terminalen lå)
- Gammel Strand (tidligere arbejdstitel: ved Christiansborg)
- Kongens Nytorv (omstigning til M1 og M2)
- Marmorkirken (tidligere arbejdstitel: ved Frederiks Kirke)
- Østerport (omstigning til S-tog og DSBs øvrige tog)
- Trianglen
- Poul Henningsens Plads (placeret på unavngiven plads mellem Tåsingegade, Reersøgade og Jagtvej, i nærheden af Poul Henningsens Plads ved Østerbrogade)
- Vibenshus Runddel
- Skjolds Plads (på hjørnet af Haraldsgade, Sigurdsgade og Fafnersgade, tidligere arbejdstitel: ved Rådmandsmarken)
- Nørrebro (omstigning til S-tog)
- Nørrebros Runddel
- Nuuks Plads (på hjørnet af Jagtvej og Rantzausgade, tidligere arbejdstitel: ved Landsarkivet)
- Aksel Møllers Have
- Frederiksberg (omstigning til M1 og M2)
- Frederiksberg Allé (tidligere arbejdstitel: ved Platanvej)
- Enghave Plads

I april 2009 oplyste Metroselskabet, at arbejdstitlerne på 11 af de 17 stationer bevaredes som endelige. Samtidigt udskrev selskabet en konkurrence om bidrag til navne på de resterende 6 stationer. Metroselskabets bestyrelse og kommunale myndigheder har herefter fastlagt de sidste stationsnavne, der blev offentliggjort i december 2009.

### Stationsdesign
Designet af de enkelte stationer bliver i grove træk magen til de oprindelige på M1 og M2 og M3, men farver og materialer vil komme til at afspejle det kvarter stationen betjener. Desuden vil de stationer der har direkte forbindelse til S-tog blive holdt i en dyb rød farve der signalerer omstignings mulighed til de røde S-tog.